# فورستبورت (نيويورك)
فورستبورت (بالإنجليزية: Forestport, New York)‏ هي بلدة أمريكية تقع في الولايات المتحدة في مقاطعة أونيدا، نيويورك. يقدر عدد سكانها بـ 1,535 نسمة ومساحتها 204.5 كم2 وترتفع عن سطح البحر 434 متر.